# Pycreus alleizettei
Pycreus alleizettei är en halvgräsart som beskrevs av Henri Chermezon. Pycreus alleizettei ingår i släktet Pycreus och familjen halvgräs. Inga underarter finns listade i Catalogue of Life.